# Ischnotoma terminata
Ischnotoma terminata är en tvåvingeart som beskrevs av Alexander 1928. Ischnotoma terminata ingår i släktet Ischnotoma och familjen storharkrankar. Inga underarter finns listade i Catalogue of Life.